# Làng chiếu Định Yên
Làng chiếu Định Yên là một làng nghề truyền thống chuyên sản xuất các loại chiếu bằng sợi lác tọa lạc tại xã Lai Vung, tỉnh Đồng Tháp, Việt Nam. Nghề dệt chiếu tại làng chiếu Định Yên được Bộ Văn hóa, Thể thao và Du lịch Việt Nam công nhận là Di sản văn hóa phi vật thể quốc gia vào năm 2013.

## Lịch sử hình thành

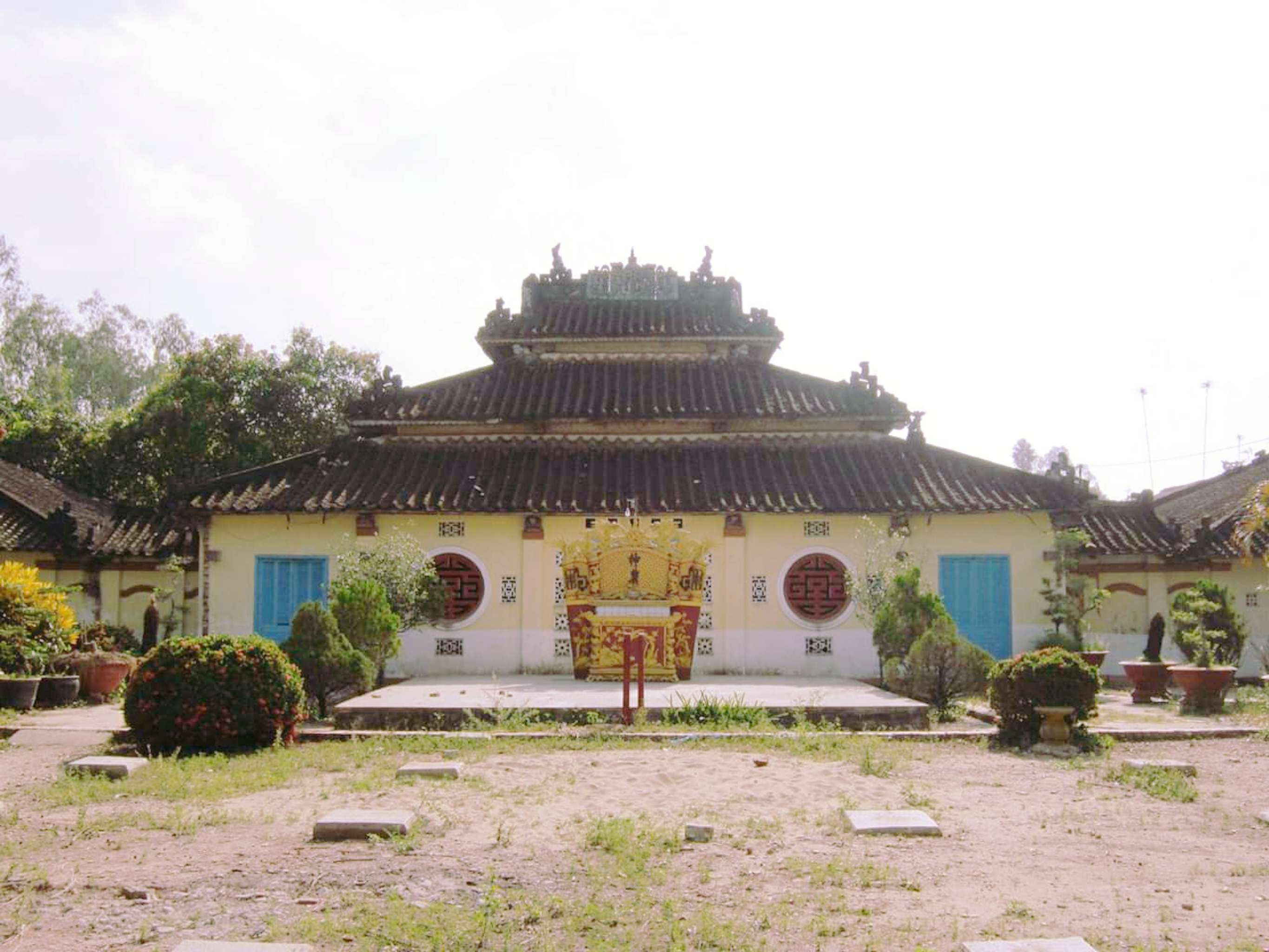
Đình thần của làng Định Yên.

Tên làng Định Yên (Chữ Hán: 定安) được đặt theo tên một người đàn ông tên Phan Văn An, là người khai khẩn đầu tiên của làng và được phối thờ trong đình thần làng chiếu Định Yên. Để tránh kỵ húy, người dân không gọi làng là Định An mà là Định Yên và dùng cho tới giờ. Trong chữ Hán, hai chữ An và Yên đều được dùng cùng chữ 安. Trong làng có 7 ấp gồm: An Bình, An Hòa, An Khương, An Lạc, An Lợi, An Ninh, An Phong; về sau một số ấp được tách ra lập một làng mới kế cận là làng Định An.
Về nghề dệt chiếu, các tài liệu lưu trữ ghi nhận rằng nghề chiếu tại làng chiếu Định Yên đã hình thành từ trên 100 năm trước, có nguồn gốc từ đồng bằng ven biển Bắc Bộ (Thái Bình, Nam Định). Khi vào phương Nam, lưu dân đã mang theo nghề dệt chiếu truyền thống của cha ông. Cụ thể người đầu tiên mang nghề dệt chiếu vào Định Yên là ai thì không được ghi lại.
Với địa thế nằm cạnh sông Hậu, vùng Định Yên có nhiều cồn, bãi bồi phù sa để phát triển tốt các loại nguyên liệu là cây bố và cây lác để làm ra sản phẩm. Làng chiếu Định Yên ban đầu dệt chiếu bằng tay, sử dụng các dụng cụ đơn giản với nguồn nguyên liệu ban đầu trồng ở gần làng nhưng về sau là thu mua từ khắp các tỉnh lân cận. Làng Định Yên bán chiếu cho các thương nhân địa phương hoặc đưa ra các chợ gần đó để trao đổi chiếu với các sản phẩm khác.
Về sau, làng chiếu Định Yên ngày càng phát triển và đông dân hơn, các cơ sở làm chiếu cũng cũng áp dụng máy móc để năng suất và tiết kiệm thời gian, chi phí. Làng chiếu Định Yên cũng mở rộng thị trường, bán chiếu đi khắp cả Việt Nam và xuất khẩu chiếu sang các nước khác, như là Campuchia. Việc buôn bán nguyên liệu và thành phẩm này chủ yếu dựa trên mô hình mua đi bán lại với các thương nhân địa phương khác, ở khu vực Bến Lác Định Yên và chợ chiếu Định Yên hay còn được gọi là chợ ma Định Yên, do hoạt động bán chiếu thường diễn ra lúc trời chưa sáng.
Hiện nay, theo số liệu 2023, làng chiếu Định Yên có khoảng 431 hộ dân theo nghề dệt chiếu. Mỗi năm, làng chiếu Định Yên sản xuất ra khoảng 1,3 triệu sản phẩm chiếu, có doanh số khoảng 80 tỷ đồng. Hiện quy mô sản xuất chiếu không chỉ nằm ở làng Định Yên, mà còn ở cả làng Định An kế cận.

## Nghề dệt chiếu tại Định Yên
Nghề dệt chiếu ở Định Yên ngành nghề rất nổi tiếng, nên trong ca dao ở đây đã có câu:
Định Yên có vựa chiếu to,
Có chồng xứ Định (Yên) khỏi lo chiếu nằm.

### Hoạt động dệt chiếu
Đầu tiên người dân lựa chọn nguyên liệu chính để dệt chiếu là cây bố và lác, cùng các loại phẩm màu tự nhiên hoặc hóa học. Nguyên liệu này ban đầu có rất nhiều ở địa phương do địa hình dọc sông Hậu có nhiều gò, đất trống. Về sau phần lớn nguyên liệu được trồng hay nhập từ các vùng khác.
Sau khi sơ chế, đóng thành từng bó, người thợ sẽ nhuộm màu thủ công cho sợi lác sao cho màu sắc đạt như mong muốn. Sau khi nhuộm, sợi lác sẽ được đem phơi dưới ánh nắng mặt trời. Nếu phơi đủ nắng, sợi lác sẽ không còn bị ẩm ướt hay quá khô.
Mỗi gia đình ở Định Yên ít nhất có một máy làm chiếu, nhà nào sản xuất lớn thì có tới mười mấy máy. Thông thường, 1 chiếc chiếu 1,2m sẽ cần 1,5 kg lác thô. Một khung dệt thủ công phải có 2 người thợ, mỗi ngày dệt được trung bình 4 chiếc chiếu. Các loại chiếu thành phẩm thường thấy ở làng Định Yên gồm: chiếu vảy ốc, chiếu bông in, chiếu bông dệt, chiếu con cờ, chiếu cổ, chiếu trắng... được sử dụng trong cả sinh hoạt hằng ngày lẫn trong việc cúng kiếng. Chiếu Định Yên là một trong nhiều loại chiếu lác có tiếng ở miền Nam Việt Nam, ngang với chiếu Năm Căn (Cà Mau) và chiếu Tà Niên (Rạch Giá, Kiên Giang).

### Chợ ma Định Yên
Việc giao dịch chiếu thành phẩm chủ yếu ở khu vực chợ ma Định Yên, còn được gọi là chợ chợ âm phủ, nằm ở khu vực chợ chiếu Định Yên và Bến Lác Định Yên (hiện nằm ở ấp An Lợi B, xã Định Yên, huyện Lấp Vò, tỉnh Đồng Tháp). Đây là một chợ đêm độc đáo, hoạt động trong khoảng 2 tiếng mỗi đêm.
Người dân thường mang chiếu và các đồ dùng mua bán từ nhà đi bộ hoặc chèo thuyền đến chợ để mua bán nguyên liệu và sản phẩm chiếu. Vì thời xưa giao thông khó khăn và việc vận chuyển phụ thuộc nhiều vào thủy triều lên (thường là khuya hôm trước đến ban sáng hôm sau); muốn mua bán được hàng thì nhà chiếu và nhà buôn phải đi từ rất sớm để kịp phiên chợ và con nước. Lâu dần, hoạt động đó hình thành thói quen họp chợ giao dịch ngay khi trời chưa sáng nên gọi là chợ ma hay chợ âm phủ. Trên đường đến chợ, họ thắp đèn dầu hay đuốc lá dừa để thắp sáng.
Chợ chiếu Định Yên không chỉ là nơi mua bán sản phẩm chiếu, mà còn là nơi tập trung tàu thuyền từ các địa phương lân cận như như Sa Đéc hay Vĩnh Long, vận chuyển những nguyên liệu phục vụ sản xuất chiếu như bố lác, phẩm màu. Hiện tại chợ chủ yếu hoạt động vào ban ngày, hoạt động chợ ma chỉ chủ yếu được tái hiện vào các dịp lễ hội do chính quyền địa phương tổ chức.

## Ảnh hưởng
Nghề dệt chiếu ở Định Yên ban đầu là một ngành nghề mang lại công ăn việc làm và thu nhập cho mỗi hộ gia đình. Ngoài ra, nghề dệt chiếu còn là nét văn hóa đặc sắc có giá trị cao quý và đặc thù cho địa phương. Năm 2013, làng chính thức được Bộ Văn hóa, Thể thao và Du lịch Việt Nam công nhận là Di sản văn hóa phi vật thể quốc gia.